# RObotzi
RObotzi este un serial românesc de desene animate creat de CreativeMonkeyz care apărea săptămânal (în fiecare joi) și are ca personaje principale 2 roboți: MO și F.O.C.A. (fabricat original cu aluminiu), creați drept „primii roboți de talie mică produși în România, a căror perioadă de glorie s-a încheiat odată cu apariția primilor roboți de talie mare”. Aceștia ar fi rămas într-un depozit al Institutului Național de Robotică de a cărui bună funcționare trebuie să se asigure.
Serialul a debutat pe data de 20 ianuarie 2011. Durata aproximativă a fiecărui episod este de 2-3 minute (primele sezoane) și 10 minute (sezoanele noi), pe parcursul cărora se folosesc adesea cuvinte și expresii vulgare (deseori cenzurate). Primul sezon cuprinde 26 de episoade (dintre care 24 sunt episoade propriu-zise ale seriei, episodul 0 considerat episodul pilot și o ediție specială de 1 aprilie), iar al doilea – 14 episoade (13 propriu-zise și o ediție specială de Crăciun). Serialul are 5 sezoane.

## Origini și concepție

Logo

Roboții care îi amuză acum pe internauți au fost inițial creați cu scop didactic. Patru prieteni (Ramona Cordoș, Codin Pop, Mihai Banea și Enache Cezar) care au lansat în urmă cu nouă luni un site de design, CreativeMonkeyz, au vrut să le arate vizitatorilor ce ar putea realiza cu ajutorul uneltelor digitale prezentate pe pagina web.
La sfârșitul lui 2010, adică la șase luni după lansarea site-ului, ei s-au gândit să facă tutorialele mai atractive prezentând în deschidere câte un filmuleț amuzant. „Ideea de a folosi niște personaje-roboți pentru animații mi-a venit în timp ce eram la duș”, povestește Codin.
Așa s-au născut MO și F.O.C.A., iar primul episod în care ei sunt eroi, „Tatuaj”, s-a transformat din lecție de design în viral. Ca stil grafic, cei doi au trecut prin câteva versiuni incredibil de urâte. Inițial, urmau să fie realizați vectorial, din culori întregi, simple, fără nuanțe, umbre sau texturi. Au existat o vreme ca „prototipuri” în forma asta, până când Ramona i-a sugerat lui Codin să-și folosească stilul de desen „de mână”, format în aproximativ 15 ani de „mâzgăleli”. După ce a desenat mai multe variante, Codin s-a oprit la cea în care MO este un robot alcoolic burtos, ruginit și hiperactiv, iar F.O.C.A. unul mai sobru, mai serios și mai avansat tehnologic.
Când primul filmuleț a fost gata, era evident că animația ieșise prea bună că să fie pusă în deschiderea unui tutorial: „Am pus filmulețul pe pagina noastră de Facebook și am rămas șocați când am văzut că în doar câteva ore a fost distribuit de 16.000 de oameni.” Așa că s-au gândit să facă mai multe episoade.

## Producție
În faza de producție, pe parte tehnică suntem tot noi doi [el cu Ramona], facem să zicem un 70-80% din ce înseamnă construcția tehnică efectivă.
Cele aproximativ două minute de comedie necesită câte o săptămână de muncă, după cum urmează: „două zile de weekend - brainstorming pentru poveste în căutare de subiecte, replici, etc. Luni: Codin trage vocile, în colaborare cu Ramona, fiind discutate și disecate în detaliu intonația și pronunția. Marți, miercuri și joi are loc procesul animație realizat cu After Effects. Din nou, mișcările și delivery-ul sunt discutate in extenso, în timp ce sunt transpuse de Codin în animația propriu-zisă” care se face, în cel mai fericit caz, într-o zi și jumătate.

### Scenariu
Ideea principală și dialogurile se stabilesc în urma unor brainstorminguri de weekend. La sesiunile de brainstorming au participat de la bun început toți patru, chiar dacă, atunci când a debutat proiectul, locuiau în orașe diferite și erau nevoiți să discute pe internet la sfârșit de săptămână. Acum însă toți stau în Cluj. O sesiune de brainstorming, în care stabilesc ideea de bază, intriga și finalul fiecărui episod, seamănă cu o ieșire la bere. „Codin și Mihai se prostesc. Cezar e imun, iar eu mă enervez”, povestește Ramona care este cea care mereu trebuie „să facă pe polițistul” pentru ca băieții să reia munca. Uneori, ei mai citesc bancuri pentru a căuta idei noi, dar până acum nu i-a ajutat. După ce se stabilește acțiunea, Ramona și Codin se apucă de scenariu:
„Scenariul în formula completă îl fac eu cu Ramona, după care bouncing of ideas cu ei [Cezar Enache și Mihai Banea].”

### Animație
Ramona se ocupă de animație, iar Codin o ajută cu diferitele elemente grafice care mai apar în serial. Pe lângă aspectul tehnic, tânăra îl supervizează pe Codin și are grijă ca toate detaliile să iasă bine. Ea este atentă la mișcările roboților, dar și la replicile lor. Iar uneori își impune părerea și în ceea ce privește felul în care trebuie să arate personajele.

Codin a afirmat:
„Paleta de mișcări e mai redusă și mai ușor de făcut. La fel și sincronizarea vocii. E mai ușor de făcut când ai o mișcare simplă, cum e în cazul lui MO, sau o lumină, cum e la F.O.C.A.. Am vrut să fie simplu, dar nu simplist. Mișcările trebuie să pară naturale sau suficient de bine sincronizate încât să dea impresia că personajele sunt vii.”

### Voce
Vocea (care-i aparține lui Codin) ia o zi de muncă. Codin a spus: 
„și omul care cântă acuma muzică populară [Cezar Enache] face ceva voci, nu știu dacă se aude. Vocile le înregistrez eu, tot așa, Ramona stă cu biciul. Eu mă conformez, n-am ce face. Pe sunet, gen compoziție, ne ajută «Druidul» Cezar. El e zeu peste sunete.”
| Rolul fiecărui creator al serialului (conform lui Codin Pop) pe CreativeMonkeyz: | „NinjaRamo" [Ramona Cordoș] se ocupă de partea de free stuff și de tot ce înseamnă elemente grafice gratuite.” | „Eu [Codin Pop] mă ocup de tutoriale pe Photoshop, Illustrator, After Effects, Premiere Pro, Cinema4D...” | „Ficus [Mihai Banea] se ocupă de galeria, galeriile inspiraționale, mă rog, și tot ce înseamnă remarcarea lucrărilor demne de șeruit.” | „Cezar [Cezar «Druidul» Enache] face tutoriale de sunet.” |

## Conținut

### Personaje

MO (mijloc - stânga) și F.O.C.A. (mijloc - dreapta) cu personaje episodice și obiecte influente din sezonul 1 al serialului.

Serialul îi are ca personaje principale pe MO și F.O.C.A. (fabricat original cu aluminiu), doi roboți fabricați în România, care după o scurtă perioadă de glorie sunt uitați într-un depozit al Institutului Național de Robotică (INR).
MO este robotul de culoare portocalie, „burtos și ruginit de la prea mult alcool”. Conform spuselor lui Mihai Banea, unul din membrii CreativeMonkeyz, numele lui MO provine de la o expresie des folosită în cercul de prieteni al creatorilor: „Noi așa vorbim între noi. «MO», de exemplu, este felul în care ne adresăm unul altuia de foarte multă vreme. În loc de «mă» spunem «mo».” MO înfățișează tipul „bărbatului” sincer, ușor naiv sau prostănac și plin de sine. Îi place să vorbească și să fie băgat în seamă și reușește să dea dovadă de incultură de fiecare dată. Viciile sale sunt băutura (sau orice substanta care curge), cadourile și cuvintele obscene.
F.O.C.A. este de culoare albastră, mai scund decât MO. Numele său este un acronim pentru „Fabricat Original Cu Aluminiu”; de asemenea, o sursa de inspirație pentru numele robotului o constituie versurile dintr-o piesă a rapperului clujean Ais de Chef. F.O.C.A. este un robot mai „rafinat”, cultivat si simplu. Uneori dă dovadă de îngâmfare, fiind plin de sine și plictisit de aluziile pe care le face MO. Deși nu vorbește foarte mult, știe să poarte o conversație și să își pastreze calmul, indiferent de comentariile pe care le face prietenul său.
Încă din aprilie, membrii spuneau că reclamele și viitoarele colaborări vor fi sortate cu atenție. „Ne-am hotărât să nu decontextualizăm personajele”, spunea la vremea aceea Codin Pop. Roboții nu vor purta niciodată tricouri corporatiste, conform celor patru.
În majoritatea episoadelor sunt prezente alte personaje înafară de MO și F.O.C.A. Episodul „Prieten” este primul în care apare un personaj nou, Vale, o variantă redesenată a robotului Wall-E, creat de studiourile de animație Pixar. Pufoșenia, din episodul cu același nume, a ajutat la popularizarea serialului și în rândul femeilor.

### Acțiune
Episoadele din RObotzi apar săptămânal în zilele de joi, iar fiecare durează aproximativ două-trei minute. Nu au continuitate, întrucât acțiunea dintr-un episod nu are legătură cu cea din episoadele anterioare.
Fiecare episod începe cu o variantă remixată, în opt biți, a imnului „Deșteaptă-te, române!” (pentru el, Codin a colaborat cu Cezar), urmată de imaginea de titlu a serialului. De fiecare dată, din motive oarecare, MO folosește înjurături și cuvinte obscene; totuși, majoritatea acestor replici sunt cenzurate, pentru ca tinerii să nu cadă într-o vulgaritate gratuită și inutilă. Codin, unul dintre creatori, declară că „nu neapărat înjurăturile ar trebui să fie vârful de lance al umorul din serial, cu toate că ajută”.
Producătorii nu au dorit să creeze un serial de animație precum cele „americane”, cu personaje celebre din viața de zi cu zi, declarând că în România mondenitățile sunt „ușor perisabile” și „ce sau cine e azi la modă mâine e o nulitate desăvârșită”. Cu toate că serialul este unul cu umor non-politic, acesta conține și momente care fac referire la politică și societate. De exemplu, în episodul „Gin”, F.O.C.A. își dorește să fie invizibil, iar duhul lămpii îl transformă în pensionar.

## Episoade
În momentul de față, serialul are cinci sezoane și 112 episoade, dintre care trei episoade speciale („3,14 ZDA”, „Sărbători fericite” și ,,1 milion special") și episodul pilot „Tatuaj”, numerotat cu 0. Primul sezon din RObotzi a debutat pe 20 ianuarie 2011 și s-a terminat pe 26 mai, cu episodul „Berila”. Al doilea sezon a început pe 22 septembrie 2011:
„Ținem să vă anunțăm, nu vă mai agitați, vom reîncepe producția episoadelor RObotzi, știm că le așteptați cu sufletul la gură, însă vă cerem să mai aveți puțină răbdare, mai exact până în data de 22 septembrie [2011].”
Astfel cei de la CreativeMonkeys au demarat sezonul al doilea cu episodul denumit „Onomastica”. De observat faptul că decorul este altul, acțiunea derulându-se în laboratorul lui F.O.C.A.. De alungul sezoanelor decorul o fost schimbat si putem observa aventuri care se intampla in camera lui MO, depozitul locului de munca iar in prezent episoadele au loc in bucatarie unde ne este introdus un personaj nou cunoscut ca OCHIUL care dispenseza fara gres doar VARZA CU CIOLAN AFUMAT.[11]
Pentru detalii, vezi „Lista de episoade ale serialului RObotzi”

## RObotziîn alte domenii
Vom mai lansa pachete gratuite de goodies legate de serial - wallpapere, mai multe ringtone-uri, etc.. În mod cert vor urma și alte produse promoționale. Suntem în negocieri cu firme care se ocupă de imprimat și asta pentru că vrem sa oferim tricouri de calitate. Din păcate, sunt foarte multe firme care folosesc tehnici de imprimare care nu ne satisfac «pretențiile» în ale calității... Și, cum vrem să oferim fanilor doar ce-i mai bun, durează.
Cezar „Druidul” Enache de la CreativeMonkeyz susține: „Am primit foarte multe oferte de colaborare și publicitate”. Una dintre ele a venit de la un operator de telefonie mobilă cu care au bătut palma, iar acum MO și F.O.C.A. pot fi auziți și ca sonerie pe telefonul mobil.
La cererea publicului, creatorii plănuiau să lanseze până la sfârșitul lunii februarie a lui 2011 un magazin online în care să vândă tricouri, căni, pixuri etc. cu imaginea roboților.
Echipa a dezvăluit fanilor că in vara lui 2011 apare și albumul care este numit RObotzi - Best Of Greatest Hits Ever. După Festivalul Internațional de Film Transilvania (TIFF) din iunie 2011 (la care au participat), creatorii serialului au organizat o petrecere RObotic care a avut loc în clubul Obsession, iar acolo participanții au avut ocazia să asculte in premieră mai multe piese de pe album. La o anumită perioadă de timp, echipa CreativeMonkeyz postează pe site-ul oficial goodies pack-uri ce conțin tonuri de apel și imagini și care pot fi descărcate digital. Momentan, acestea sunt în număr de 11.

## Recunoaștere
Despre ei se vorbește la serviciu, pe mediile sociale, la întâlnirile cu prietenii, unde nu e exclus ca cineva să spună o replică din filozofia de viață a lui MO: „Eu nu beau că-s suparat, eu beau că-s alții fericiți.” RObotzi a devenit un adevărat fenomen social, atrăgând atenția a sute de mii de români. Atât de populare au devenit unele replici din acele episoade încât pe oriunde se aud oameni reproducând unele pasaje și făcând mișto unii de alții folosindu-se de limbajul celor doi roboți.
În fiecare joi seara mii de oameni încearcă să acceseze site-ul pentru a vedea un episod nou cu cei doi roboți, serialul putând fi numit cel mai cunoscut (serial de desene animate) din România. Creatorii serialului RObotzi au atras atenția gigantului Adobe, și chiar au fost invitați la București la o conferință în care să spună cum s-a născut totul. Unii au dus mai departe universul semantic al creatorilor și au mâzgălit o rablă cu o replică din episodul 3 al serialului. Mihai Stoica a făcut chiar o referire la serial în conflictul lui cu Victor Pițurcă.
Cei doi roboți care au pus stăpânire pe lumea virtuală, au fost invitați de onoare ai Festivalului Internațional de Film Transilvania. Serialul i-a făcut pe spectatori să stea chiar și pe jos, doar ca să se amuze copios la replicile celor două personaje.
Deși sunt și unii care-i acuză de plagiat, majoritatea mesajelor primite au fost „de bine”. „Foarte mulți au cerut să scoatem câte un filmuleț la două zile, ceea ce este destul de puțin probabil în acest moment”, spune clujeanul Codin. La 3 februarie 2011, imediat după ce au urcat pe YouTube al treilea episod (oficial episodul 2, pentru că prima animație a fost considerată episodul pilot), serverul care găzduiește site-ul s-a blocat, după ce a înregistrat un vârf de 35.000 de vizitatori. Creatorii celor doi roboți se plâng însă că au de suferit de pe urma pirateriei - deși utilizatorii pot vedea episoadele gratuit pe site, unii le descarcă și le publică în alte părți. „Sunt oameni care nu înțeleg conceptul de gratuit”, crede Codin.
Serialul RObotzi se adresează tuturor, dar în primul rând tinerilor inteligenți, ce posedă un simț al umorului suficient de bine dezvoltat și care sunt, de asemenea, consumatori de media online. „Nu recomandăm această serie celor care se raliază la trend-uri pentru a fi la modă, nici celor care consuma pseudo-reality show-uri și umor de duzină televizat. Nu pentru că nu ar putea să vadă, ci pentru că nu vor înțelege ce se întâmplă”, a spus Ramona.